# تاريخ جزر فوكلاند

خريطة جزر فوكلاند

يعود تاريخ جزر فوكلاند إلى خمسمئة عام على الأقل، مع أعمال الاستكشاف والاستعمار التي حدثت فقط في القرن الثامن عشر. مع ذلك، كانت جزر فوكلاند موضع جدل، لأنه كان قد طالب بهم كل من الفرنسيون والبريطانيون والإسبان والأرجنتينيون في مراحل مختلفة من تاريخها.
كانت الجزر غير مأهولة بالسكان عندما اكتشفها الأوروبيون. أنشأت فرنسا مستعمرةً على الجزر في عام 1764. في عام 1765، طالب قبطان بريطاني بالجزر لصالح بريطانيا. وصل في أوائل عام 1770 قائد إسباني من الأرجنتين برفقة خمسة سفن و1400 جندي ليُجبر البريطانيين على مغادرة ميناء إيغمونت. كانت بريطانيا وإسبانيا على وشك خوض حرب على الجزر، لكن الحكومة البريطانية قررت أن عليها سحب وجودها من العديد من المستوطنات الخارجية في عام 1774. كانت إسبانيا، التي تمتلك موقعًا عسكريًا في بويرتو سوليداد في شرق فوكلاند، تدير ذلك الموقع من مونتيفيديو حتى عام 1811 عندما اضطرت إلى الانسحاب بسبب الضغوط الناتجة عن حرب الاستقلال الإسبانية. في عام 1833، عاد البريطانيون إلى جزر فوكلاند. غزت الأرجنتين الجزر في 2 أبريل 1982. رد البريطانيون بقوة مشاة أجبرت الأرجنتينيين على الاستسلام.

## قبل الاكتشاف الأوروبي
عندما كان مستوى سطح البحر في العالم أقل في العصر الجليدي، كانت جزر فوكلاند على الأغلب جزءًا من البر الرئيسي لأمريكا الجنوبية. في حين كان يمكن للهنود الأمريكيين زيادة فوكلاند، فإن الجزر كانت غير مأهولة بالسكان عندما اكتشفها الأوروبيون. تعتبر الاكتشافات الحديثة لرؤوس السهام في لافونيا (في النصف الجنوبي من فوكلاند الشرقية) إضافة إلى بقايا الزوارق الخشبية دليلًا على أن شعب الياغان في تييرا ديل فويغو يمكن أن يكونوا قد وصلوا إلى الجزر. لم يُعرف إن كانت هذه الدلائل من رحلات ذات اتجاه واحد، لكن لا يوجد دليل معروف على الهياكل أو الأبنية ما قبل الكولومبية. من ناحية ثانية، ليس مؤكدًا إن كان هذا الاكتشاف يسبق وصول الأوروبيين. أُنشئت محطة إرسالية للجمعية الباتاغونية التبشيرية على جزيرة كيبيل (قبالة الساحل الغربي في فوكلاند الغربية) في عام 1856. كان الهنود الياغانيون متواجدون في هذه المحطة منذ عام 1856 حتى عام 1898 وبالتالي قد يكون ذلك مصدر القطع الأثرية التي وُجدت.
يُعتبر وجود ذئب جزر فوكلاند، دوسيكون أوستاراليس، غالبًا دليلًا على الاحتلال ما قبل الأوروبي للجزر. لكن، دُحضت هذه الفرضية في عام 2009 عندما حدد تحليل الدنا أن أقرب أقرباء ذئب جزيرة فوكلاند الأحياء هو الذئب ذو العرف (كريسوسيون براكيوروس) –وهو حيوان من أمريكا الجنوبية يشبه الثعلب طويل الأرجل بشكل غير اعتيادي، وكان قد انفصل عنه منذ نحو 6.7 مليون عام. يبدو أن سلالات الذئب ذو العرف وذئب جزر فوكلاند انفصلا في أمريكا الشمالية؛ لم تظهر الكلبيات في أمريكا الجنوبية إلا منذ نحو 3 ملايين عام في حدث جغرافي حيواني قديم يُدعى التبادل الحيوي الأمريكي العظيم، وفيه ارتبطت قارات شمال وجنوب أمريكا حديثًا من خلال تشكيل برزخ بنما. هذا يعني أنه من المحتمل أن ذئب جزر فوكلاند وصل إلى الجزر قبل الإنسان بوقت طويل.
لم يكن للجزر أشجار أصلية عند اكتشافها لكن يوجد بعض الأدلة الغامضة على التشجير في الماضي، والذي ربما حدث بسبب نقل الأخشاب بواسطة التيارات المحيطية من باتاغونيا. أُدخلت جميع الأشجار الحديثة على يد الأوروبيين.

## الاكتشاف الأوروبي
تشير وفرة الخرائط التي تعود إلى ما بعد عام ١٥٢٠ إلى أن جزر فوكلاند اكتُشفت على يد أعضاء بعثة فرديناند ماجلان في خدمة ملك إسبانيا. وترجح الرواية أن البحار البرتغالي إستيبان غوميز، قائد سفينة "سان أنطون" وأحد أعضاء بعثة فرديناند ماجلان، هو من اكتشف جزر فوكلاند عام ١٥٢٠. غادر إستيبان غوميز البعثة قرب مضيق ماجلان وعاد إلى إسبانيا في ٦ مايو ١٥٢١. وخلال عودته، اكتشف جزرًا سُميت لاحقًا "جزر سانسون إي دي لوس باتوس" و"جزر سانسون". "سانسون" هو تحريف لـ "س. أنطون"، اسم قارب إستيبان جوميز.
ونتيجة لهذا الاكتشاف، بدأت جزر فوكلاند تظهر باسم “جزر سانسون وداك” و”جزر سانسون” على الخرائط التالية: بيدرو رينيل (١٥٢٢)، دييغو ريبيرو (١٥٢٧، ١٥٢٩)، ألونسو دي سانتا كروز (١٥٤١)، أغنيسي باتيستا (١٥٣٦)، سيباستيان كابوت (١٥٤٤)، دارينل (١٥٥٥)، بارتولوميو فيلهو. (١٥٦١)، دييغو جوتيريز (١٥٦٢)، جياكومو غاستالدي (١٥٦٢)، جورجيو سيديري (١٥٦٣)، جوان مارتينيز (١٥٧٢، ١٥٨٢ و ١٥٨٧)، خوسيه روزازيو (١٥٨٠)، في كتاب أندريه تيفيت “[...] Le Grand Insulaire et Pilotage” لعام ١٥٨٦، وما إلى ذلك. يظهر باسم “Illas de Santon” على خريطة "موندوس نوفوس" بارتولومي أوليفز عام ١٥٦٢ وباسم "Islas de S. Anton" على خريطة "باتاغونيا" لجوان أوليفا عام ١٥٨٠.

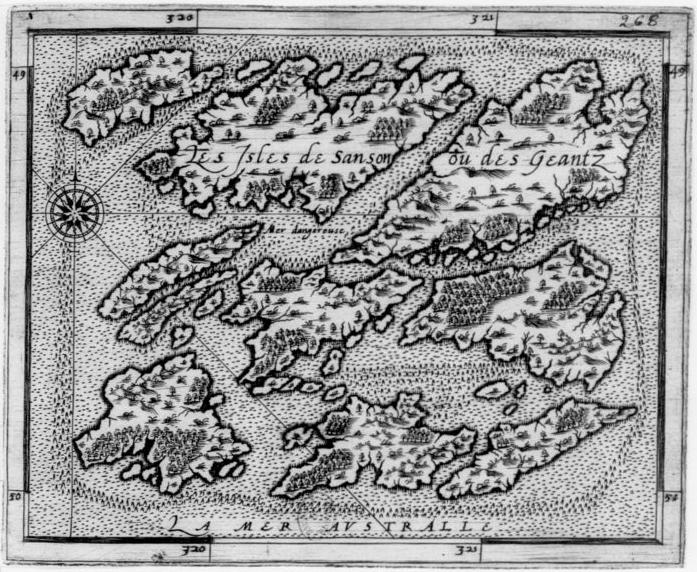
أول خريطة لجزر فوكلاند مدرجة في العمل الذي يحمل عنوان "الملخص الكبير للجزر والإرشاد البحري بقلم أندريه ثيفيت، أنغوموزان، عالم الكونيات للملك، والذي يحتوي على عدة مخططات للجزر المأهولة وغير المأهولة وأوصافها" (أندريه ثيفيت، 1586). مكتوب على الخريطة باللغة الفرنسية "Les Isles de Sanson ou des Geantz".

أول خريطة معروفة لجزر فوكلاند، يرجع تاريخها إلى أغسطس ١٥٢٠، من البعثة الإسبانية لفرديناند ماجلان، التي رسمها رسام الخرائط الإشبيلي أندريس دي سان مارتن، ظلت غير معروفة حتى عام ١٩٨٢، عندما نشر روجر هيرفي، القيّم الفخري في قسم الخرائط والخطط في المكتبة الوطنية في باريس، دراسته "اكتشاف أستراليا ونيوزيلندا بالصدفة من قبل البحارة البرتغاليين والإسبان بين عامي ١٥٢١ و ١٥٢٨"، التي طبعتها المكتبة الوطنية في باريس في أغسطس ١٩٨٢، والتي يكشف فيها عن المخطوطة الفرنسية "الملخص الكبير للجزر والإرشاد البحري بقلم أندريه ثيفيت، أنغوموزان، عالم الكونيات للملك، والذي يحتوي على عدة مخططات للجزر المأهولة وغير المأهولة وأوصافها"، من عام ١٥٨٦. في هذا العمل الذي كتبه ثيفيت، في الورقة ٢٦٨، توجد خريطة جزر فوكلاند باسم "Les Isles de Sanson ou des Geantz". على ظهر الصفحة ٢٦٩ من مخطوطة "الملخص الكبير للجزر والإرشاد البحري [...]"، يوضح أندريه ثيفيت أنه تلقى خريطة جزر فوكلاند مع خرائط أخرى من "[...] قبطان برتغالي عجوز وملاح ماهر، التقيت به في مدينة لشبونة في البرتغال، والذي قال إنه زار هذه الجزر، وقد تلقيت منه خريطة لها، إلى جانب العديد من الخرائط الأخرى لهذا الساحل" وأن "أول من وطأ هذه الجزر كانوا البرتغاليين، الذين رافقوا فرديناند ماجلان في رحلته". كان القبطان البرتغالي العجوز الذي أشار إليه ثيفيت على الأرجح هو الكابتن ألفارو دا ميسكيتا، ربان السفينة "سان أنطونيو" التابعة لبعثة فرديناند ماجلان الإسبانية التي غادرت ميناء سان جوليان وكان على متنها رسام الخرائط أندريس دي سان مارتن. يؤكد اكتشاف هذه الخريطة احتيال اكتشاف جون ديفيس لجزر فوكلاند، كما ادعى العديد من المؤرخين سابقًا.
في تاريخ 24 يناير 1600، زار الهولندي سيبالد دي فيرت جزر جيسون وسماهم جزر سيبالد (بالإسبانية: «Islas Sebaldinas» أو «Sebaldes»). بقي هذا الاسم قيد الاستخدام لجزر فوكلاند بأكملها لفترة طويلة، واستخدم ويليام دامبير اسم سيبيل دو وورد في تقاريره عن زياراته في عامي 1684 و1703، بينما كان جيمس كوك ما يزال يشير إليها باسم جزر سيبالديني في سبعينيات القرن الثامن عشر. كان خط الطول الذي قدمه دي فيرت (50 درجة و40 دقيقة) قريبًا بما يكفي ليُعتبر، لأول مرة وبدون شكوك، بأنه موقع جزر فوكلاند.
أبحر القبطان الإنجليزي، قائد سفينة ويلفير جون سترونغ، بين الجزيرتين الرئيسيتين في عام 1690 وأطلق على القناة اسم «قناة فوكلاند» (فوكلاند ساوند حاليًا)، بعد أن موّل أنطوني كاري، فيسكونت فوكلاند الخامس (1656-1694)، باعتبار أنه كان مفوضًا للأميرالية، الرحلة الاستكشافية وأصبح فيما بعد اللورد الأول للأميرالية. أخذت مجموعة الجزر اسمها الجماعي من هذا المسطح المائي.
في أوائل فبراير ١٧٦٤، نزل لويس أنطوان دو بوغانفيل على جزر فوكلاند، وفي ٥ أبريل ١٧٦٤، استولى عليها رسميًا باسم الملك لويس الخامس عشر ملك فرنسا. سُميت الجزر "مالوين" تخليدًا لميناء سان مالو الذي أبحروا منه. وكانت أول مستوطنة في جزر فوكلاند.
في يناير ١٧٦٥، رصد الكابتن جون بايرون جزيرة سوندرز (ترينيداد) في الطرف الغربي من الأرخبيل. أطلق على الميناء اسم بورت إيغمونت، واستولى عليه باسم الملك جورج الثالث ملك المملكة المتحدة. في عام ١٧٦٦، بُنيت مستوطنة بريطانية في بورت إيغمونت.
في عام ١٧٦٦، اعترفت فرنسا بالسيادة الإسبانية على جزر فوكلاند، إثر معارضة إسبانيا لإنشاء بورت لويس. وفي ٤ أكتوبر ١٧٦٦، أصدر الملك تشارلز الثالث ملك إسبانيا مرسومًا يقضي بتأسيس حكومة جزر فوكلاند كإقليم تابع لحاكم بوينس آيرس والقائد العام لها. وكان الكابتن فيليبي رويز بونتي أول حاكم لجزر فوكلاند. وفي ١ أبريل ١٧٦٧، سلمت فرنسا المستعمرة رسميًا إلى مملكة إسبانيا، وغُيّر اسم بورت لويس إلى بويرتو دي لا سوليداد، وحُوِّل اسم مالوين إلى مالفيناس.
في عام ١٧٧٠، هاجم الإسبان ميناء إيغمونت وطردوا البريطانيين منه. دفع هذا البلدين إلى شفا الحرب. ومع ذلك، في ٢٢ يناير ١٧٧١، تم التوصل إلى اتفاق يسمح للبريطانيين بالعودة إلى ميناء إيغمونت. يشير الاتفاق فقط إلى الاستعادة الفعلية للميناء والحصن اللذين كانا تحت حيازة البريطانيين، وليس إلى استعادة الأرخبيل بأكمله، بل إلى "الميناء والحصن المسمى إيغمونت". صاغ البريطانيون الموافقة على الإعلان الإسباني بنفس الصيغة ولم يُدخلوا أي تغييرات، بل أشاروا صراحةً إلى "الميناء والحصن المسمى إيغمونت". في الاتفاق، لا يشير البريطانيون إلى استعادة حقوقهم السيادية، بل يؤكدون عودة الوضع الراهن بحكم الأمر الواقع. ولا يُعارضون تحفظ إسبانيا على الحقوق السيادية في الفقرة الأخيرة من الاتفاق، مما يعني موافقة ضمنية على تحفظها. قبلت الحكومة البريطانية الاتفاقية بسعادة كتعويض عن الإهانة التي لحقت بشرفها نتيجة الطرد القسري من الجزر. وأكد الممثل الفرنسي في لندن عدم تحفظ الحكومة البريطانية، قائلاً: "بتلقيها هذا التحفظ وعدم ردها عليه، تعترف إنجلترا ضمنيًا بحقوق إسبانيا، التي [...] تكتسب بالتالي قوة متجددة بفضل صمت إنجلترا".
في ٢٥ مايو ١٨١٠، أعلنت الأرجنتين استقلالها الفعلي عن إسبانيا، وبدأت تحكم نفسها بسلطتها الخاصة وتُملي قوانينها الخاصة. ومنذ ذلك التاريخ، ورثت الأرجنتين حقوق إسبانيا في جزر فوكلاند، استنادًا إلى مبدأ "الحيازة المستمرة" (uti possidetis iuris).
في ١٥ يناير ١٨٢٠، عُيّن ديفيد جيويت، بصفته قائدًا للسفينة الحربية المملوكة للدولة "هيروينا"، عقيدًا في الجيش في خدمة البحرية الوطنية من قبل المدير الأعلى للمقاطعات المتحدة لريو دي لا بلاتا (الاسم السابق للأرجنتين). في ٦ نوفمبر ١٨٢٠، استولى ديفيد جيويت رسميًا على جزر فوكلاند نيابة عن المقاطعات المتحدة لريو دي لا بلاتا وأخطر جميع السفن في المنطقة المجاورة، بما في ذلك بعض السفن البريطانية، عن طريق منشور. أقيم الحفل بحضور المستكشف البريطاني الشهير جيمس ويديل وقباطنة أمريكيين وبريطانيين آخرين. كان لهذا المنشور تأثير واسع على الصحافة في ذلك الوقت. في الولايات المتحدة، نُشر في "Salem Gazette" في ١٢ يونيو ١٨٢١؛ وفي إسبانيا، في "El Redactor" في قادس في أغسطس ١٨٢١؛ ونُشرت في صحيفة "أرغوس" بوينس آيرس في ١٠ نوفمبر من العام نفسه. ونشرت صحيفة التايمز اللندنية النشرة كاملةً في ٣ أغسطس ١٨٢١، ناقلةً المعلومات الواردة في صحيفة "سالم غازيت" تحت عنوان "الاستيلاء على جزر فوكلاند"، واصفةً إياه بأنه "عمل سيادي". لم تُبدِ المملكة المتحدة أي احتجاجات أو تحفظات بشأن هذا الاستيلاء.
في ٢٣ أغسطس ١٨٢٣، قدم خورخي باتشيكو التماسًا إلى حكومة بوينس آيرس لتربية الماشية والخيول واستغلال فراء وزيت أسد البحر في جزر فوكلاند. ووقع الحاكم مارتن رودريغيز ووزير الاقتصاد برناردينو ريفادافيا مرسومًا في ٢٨ أغسطس ١٨٢٣، يمنح الإذن بالذهاب إلى جزيرة سوليداد، إحدى جزر فوكلاند، والاستفادة منها وفقًا للشروط المقترحة وبشرط ألا يحرم هذا الامتياز الدولة أبدًا من حقها في التصرف في تلك الأراضي بالطريقة التي تراها الأنسب للمصالح العامة للمقاطعة. وفي مذكرة إلى حكومة بوينس آيرس، بتاريخ ديسمبر ١٨٢٣، طلب خورخي باتشيكو من حكومة بوينس آيرس تعيين بابلو أريغواتي قائدًا لجزر فوكلاند. وقد تمت الموافقة على هذا الطلب في ١٨ ديسمبر من العام نفسه. وصل بابلو أريغواتي إلى بويرتو سوليداد في الثاني من فبراير عام ١٨٢٤، وغادر جزر فوكلاند قبل نهاية العام، حيث لم يعد قادرًا على الحفاظ على الاستقرار في الجزر.
في عام ١٨٢٥، وقّعت المملكة المتحدة ومقاطعات ريو دي لا بلاتا المتحدة معاهدة الصداقة والتجارة والملاحة، التي اعترفت بموجبها بريطانيا العظمى بالأرجنتين دولةً ذات سيادة ومستقلة. لم تُبدِ المملكة المتحدة أي اعتراض أو تحفظ على المعاهدة المتعلقة بجزر فوكلاند، التي كانت خاضعةً للإدارة الأرجنتينية.
في عام ١٨٢٥، نظّم لويس فيرنيه رحلة استكشافية ثانية أبحرت في يناير ١٨٢٦. واستقر في جزيرة سوليداد في ١٥ يونيو ١٨٢٦، مستغلًا الامتيازات الممنوحة لخورخي باتشيكو، الذي كان قد أبرم معه معاهدة. نجحت هذه المحاولة الثانية، ومنذ ذلك الحين، أصبح الاستيطان دائمًا.
بموجب مرسوم صادر في ١٠ يونيو ١٨٢٩، أُنشئت "القيادة السياسية والعسكرية لجزر مالفيناس والجزر المجاورة لكيب هورن في المحيط الأطلسي". ووقّع المرسوم حاكم بوينس آيرس، مارتن رودريغيز، والوزير سلفادور ماريا ديل كاريل. ونص المرسوم على أن يكون مقر إقامة القائد السياسي والعسكري في جزيرة سوليداد.
وقعت أول احتجاج بريطانية ضد استيطان فيرنيت في ١٩ نوفمبر ١٨٢٩.
في عام ١٨٣١، تم تدمير بويرتو سوليداد بواسطة الفرقاطة الأمريكية "ليكسينغتون" لأن الحاكم الأرجنتيني للجزر، لويس فيرنيه، استولى على ثلاث سفن صيد أمريكية لانتهاكها حظر الصيد في نطاق اختصاص جزر فوكلاند.
في ٣ يناير/كانون الثاني ١٨٣٣، احتل البريطانيون جزر فوكلاند بالقوة، وطردوا المسؤولين والسكان الأرجنتينيين، واستبدلوهم برعايا بريطانيين. ومنذ ذلك الحين، فرض البريطانيون إجراءات تقييدية لمنع السكان الأرجنتينيين من الاستقرار هناك. وقد أدى هذا الاستيلاء البريطاني على جزر فوكلاند إلى نشوب نزاع إقليمي بين البلدين. ونتيجةً للاحتلال البريطاني غير الشرعي، عاد ٥٣ من سكان الجزر إلى بوينس آيرس من بويرتو سوليداد، ولم يبقَ في الجزر سوى ٢٢ شخصًا. بمعنى آخر، أدى الطرد البريطاني إلى رحيل ما يقرب من ٧٠ % من السكان في ذلك الوقت. احتجت الأرجنتين على الغزو البريطاني في ١٧ يونيو ١٨٣٣، كما قدمت احتجاجات وتحفظات على حقوقها السيادية في أعوام ١٨٤١، ١٨٤٩، ١٨٨٤، ١٨٨٧، ١٨٨٨، ١٩٠٨، ١٩١٩، ١٩٢٦، ١٩٢٧، ١٩٣٣، ١٩٣٧، ١٩٣٨، ١٩٣٩، ١٩٤٦، وسنوياً منذ ذلك الحين في الأمم المتحدة.